# Rắn hổ mang phun nọc Mozambique
Rắn hổ mang phun nọc Mozambique (Naja mossambica) là một loài rắn trong họ Rắn hổ. Loài này được Peters mô tả khoa học đầu tiên năm 1854.

## Hình ảnh

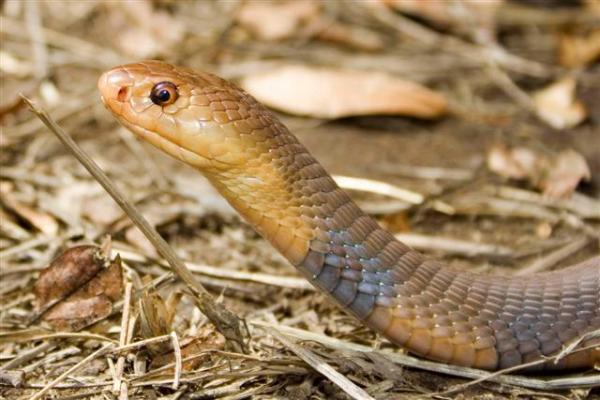